# Sarah McDaniel
Sarah Rose McDaniel (née le 30 juillet 1995) est une mannequin, actrice et artiste américaine.

## Carrière
Elle apparaît dans les clips vidéo Summer Breaking et Daffodils pour Mark Ronson et Kevin Parker.
Notoire sur Snapchat, et Instagram,, elle a aussi fait la une pour Playboy magazine, en étant le premier modèle non nu à poser pour la couverture de ce magazine, en mars 2016,,,
Elle est connue pour sa prétendue "hétérochromie",,, qui ne l'empêche pas d'avoir choisi d'être mannequin. Elle indique que cette particularité est apparue quelques semaines après sa naissance, avec son œil droit brun et son œil gauche bleu,. Cependant, son propre père a publié sur les réseaux sociaux des photos d'elle enfant (8 ans environ) sur lesquelles ses 2 yeux apparaissent bruns. Après la publication de son père, plusieurs de ses ancienne photos sur les réseaux sociaux apparaissent, avec deux yeux de la même couleur.
À la suite de la publication de ces photos, certaines personnes ont commencé à remettre en question son hétérochromie, et certains prétendent même que la jeune mannequin serrait aller jusqu’à pratiquer une opération dangereuse et illégale dans de nombreux pays, consistant à insérer une lentille sous la surface de l’œil. Ces affirmations ne se basent cependant pas sûr des preuves concrètes, seulement sur des analyses de photos tirées uniquement d'internet à des périodes différentes, avec une luminosité différente, et des fois du retouchage photo. 
Elle se lance par la suite en tant qu’actrice dans le cinéma, elle joue notamment dans SuperHigh (2017), Perfect (2017), Slasher Party (2019) et Deported (2020). Elle évolue également sur les réseaux sociaux, notamment Instagram où elle est suivie par plus de 1.5 million de personnes, sous le pseudonyme "Krotchy" où elle publie principalement ses créations artistiques.

## Filmographie
- 2017 : Perfect
- 2017 : SuperHigh (série télévisée)
- 2019 : Slasher Party
- 2020 : Deported